# Jason Anderson
Jason Anderson es un desarrollador de videojuegos estadounidense. Comenzó siendo un artista por contrato en la empresa Interplay Entertainment, trabajando en un proyecto para la Federación de Ajedrez de Estados Unidos (USCF). Luego fue contratado nuevamente para trabajar en el videojuego Fallout (1997), del cual se convirtió en su Artista Técnico Principal encargado del diseño, interfaz y las misiones. Después de haber trabajado en un prototipo de diseño para Fallout 2 (1998), Anderson dejó Interplay junto a sus colegas Tim Cain y Leonard Boyarsky para fundar el estudio Troika Games. Después del colapso de Troika Games en 2005, Anderson dejó la industria de los videojuegos durante un corto tiempo para dedicarse al negocio de bienes raíces.
Tras la reapertura de Interplay Entertainment, Anderson fue contratado otra vez en 2007 como director creativo para el desarrollo de un videojuego multijugador masivo en línea sin anunciar. En marzo de 2009, Anderson se unió al desarrollador inXile Entertainment como director creativo. En enero de 2011, dejó inXile Entertainment para unirse a Turtle Rock Studios. En marzo de 2012, inXile anunció el desarrollo a través de micromecenazgo del videojuego Wasteland 2, con Anderson como autor de la historia principal.
En marzo de 2019, se anunció a través de Twitter/X que Anderson había regresado a inXile Entertainment, el cual había sido adquirido por Microsoft junto a Obsidian Entertainment. Esto indirectamente lo volvió a reunir con sus antiguos colegas de Troika, Tim Cain y Leonard Boyarsky, los cuales trabajan para Obsidian.

## Biografía
Jason Anderson creció siendo el menor de diez hermanos. A la edad de diez años se interesó en el juego Dungeons & Dragons luego de que su madre le obsequiase un set básico de D&D. Ya desde temprana edad, disfrutaba usar las historias de D&D y Avalon Hill para crear las suyas propias ambientadas en otros universos como el de Blade Runner. Anderson aprendió programación básica en el computador Apple II y creó su propio programa de exploración de mazmorras para simular las historias y combates de D&D. Después de la secundaria casi dejo de usar las computadoras por completo, enfocándose más que todo en obtener su título en Ingeniería de audio de la Golden West College en 1992. Luego se compró un computador Commodore Amiga y finalmente se enseñó a sí mismo a utilizar los programas LightWave3D y 3DStudio (para Windows). Anderson envió una muestra de su trabajo a la empresa Interplay Entertainment, lo cual lo ayudó a introducirse en la industria de los videojuegos.
Ha mencionado que sus videojuegos favoritos son, X-COM, Jagged Alliance y Planescape: Torment.

## Carrera

### Interplay Entertainment (marzo 1994 – julio 1997)
Anderson obtuvo su primer contrato trabajando para la Federación de Ajedrez de Estados Unidos (USCF) y finalmente le fue ofrecida una posición a tiempo completo en la empresa Interplay Entertainment. Su primer trabajo fue de artista para el videojuego Stonekeep, el cual estaba a punto de ser lanzado al mercado. En 1993 fue asignado a un proyecto relacionado al sistema de rol GURPS, el cual estaba siendo desarrollado por su colega Tim Cain, este juego más adelante resultaría ser el aclamado Fallout (1997). Dentro de poco tiempo, Anderson alcanzó un posición mucho más alta y se convirtió en un miembro clave del equipo de Fallout. Su rol dentro del desarrollo del juego comenzó como artista, proveyendo a Cain de material para probar los gráficos del motor que estaba construyendo. A pesar de haber sido contratado como artista, le fue permitido participar en otras áreas del desarrollo. Atendió a todas las reuniones de diseño y finalmente estableció la manera en la que el arte sería implementado en el motor gráfico de Fallout.
El pequeño equipo de desarrollo para Fallout fue también la razón por la cual tuvo que participar en otras áreas. Anderson creó gran parte de la cinemática de introducción, modeló y animo cerca de la mitad de las criaturas del juego, incluyendo mujeres humanas y mutantes. También construyó la interfaz, creó varios de los sets de paisajes y edificios. Finalmente, contribuyó en gran medida con el diseño concerniente a la historia y las misiones. La esposa de Anderson también contribuyó en el desarrollo del juego, creando la pantalla de muerte, varias animaciones (incluyendo al Brahmin de dos cabezas y a Mr. Handy) y algunas cinemáticas como la que aparece cuando los niveles de agua del refugio han disminuido o la del mutante explosivo. Uno de los recuerdos mas queridos de Anderson cuando trabajo en Fallout fue el de crear el final junto a su colega Leonard Boyarsky. Ambos se dieron cuenta de que el final encajaría mejor dentro el tono del juego si el protagonista era rechazado por sus compañeros de refugio. Cain no estuvo muy seguro al principio, teniendo en cuenta la naturaleza del juego comparado con otros RPG que solo buscaban que el jugador se convirtiera en un héroe, sin embargo, al final aceptó la idea.
Fallout fue lanzado en octubre de 1997 y se convirtió en un rotundo éxito comercial, vendiendo cerca de 600 000 unidades. Esto, animó a Interplay a desarrollar una secuela. Sin embargo, el equipo inicial, sobre todo, Cain, Anderson y Boyarsky, sintieron que varias de las decisiones concernientes al diseño fueron tomadas sin su consentimiento, como por ejemplo quienes debían trabajar en el proyecto. Anderson recuerda algunos desacuerdos con Interplay con respecto a quienes serían los integrantes del próximo equipo de desarrollo. Como Fallout tuvo poca atención por parte de Interplay durante su desarrollo, esto dio mucha libertad a los diseñadores para crear el juego que ellos querían. Sin embargo, eso empezó a cambiar cerca de los meses finales previos al lanzamiento. Cain ha dicho que estuvo poco complacido por como el desarrollo se llevó a cabo en Interplay al momento de crear Fallout. Personas que nunca habían jugado videojuegos empezaron a tomar decisiones importantes acerca del mercadeo del juego, sus características y la fecha de lanzamiento. Finalmente, Cain terminó muy descontento con el nuevo ambiente de trabajo en Interplay. Ya para julio de 1997, tres meses antes de que Fallout fuera lanzado al mercado, este tomó la decisión de no trabajar en la secuela. Antes de acción de gracias de ese año, le dijo a Feargus Urquhart acerca de sus planes de dejar la empresa, ya que tenía miedo de que otras personas dentro de Interplay fuese a interferir con su libertad creativa. Cain terminó trabajado en Fallout 2 (1998) por unos mese mas, y le fue dado el rol de diseñador principal y productor. Boyarsky y Anderson escribieron la historia principal para el juego. Sin embargo, los problemas persistieron. Según Cain, el departamento de mercadeo y ventas tomó decisiones contraproducentes con respecto al arte de caja, sin consultarle. Su deseo de convertirse en gerente de división del departamento de mercado y ventas se topó con la resistencia de Urquhart, quien vio esta intención como una violación de su autoridad y responsabilidades. Cain recuerda pasar mucho tiempo discutiendo con diferentes personas tratando de defender el juego para que no se convirtiera en un producto de poca calidad. Boyarksy y Anderson no estuvieron dispuestos a trabajar en un secuela de Fallout sin Cain.
A mediados de enero de 1998, Cain decidió dejar Interplay. Anderson y Boyarsky entregaron su renuncia al día siguiente. Después de dejar Interplay, Cain, Anderson y Boyarsky se reunieron para discutir sus próximos planes. Ninguno de ellos se acercó a otras empresas para solicitar un trabajo. Originalmente nunca planearon crear un empresa por su cuenta ya que ninguno de ellos era empresario pero sabían que les agradaba trabajar juntos. En las semanas siguientes, se pusieron en contacto con algunas empresas locales como Blizzard Entertainment y Virgin Interactive, los cuales estaban mas interesados en contratarlos para sus proyectos en desarrollo, en vez de dejarlos trabajar en sus propias ideas. Finalmente se dieron cuenta de que los juegos que ellos querían hacer solo se harían realidad si creaban su propia empresa, así que cambiaron de estrategia y comenzaron a buscar contratos en vez de empleo. Fue aquí cuando nació Troika Games.

### Troika Games (abril 1998 – abril 2005)
Troika Games fue establecida el 1 de abril de 1998 por Tim Cain, Jason Anderson y Leonard Boyarsky. Los tres compartían el título de «Director ejecutivo conjunto» o «Joint CEO». De acuerdo con Anderson, cada uno tenía su propia especialidad: Cain siendo un programador talentoso, Boyarsky un artista excepcional y Anderson el cual poseía soluciones creativas para mezclar el arte y el software. El nombre «Troika» fue acuñado originalmente por Feargus Urquhart, refiriéndose a la habilidad de los tres para trabajar en conjunto complementando sus habilidades. Anderson describió el lugar de trabajo en Troika como un ambiente casual con horas bastante flexibles, y en donde regularmente se hacían actividades sociales como parrilladas y salidas al cine. Además, Troika ofrecía paquetes de remuneración bastante competitivos incluyendo planes de retiro.

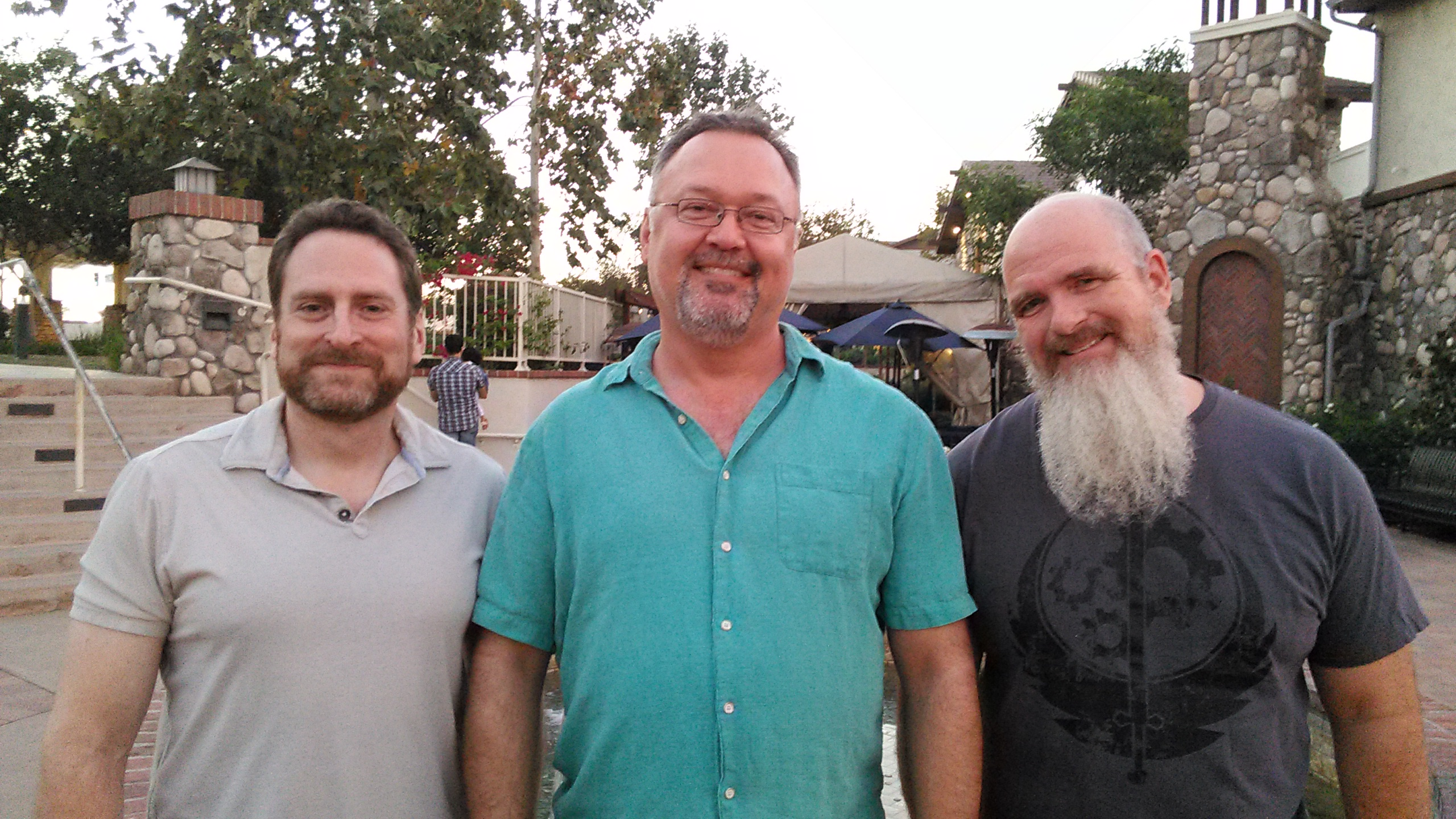
Los creadores de Fallout (1997), Tim Cain (centro), Leonard Boyarsky (izquierda), Jason Anderson (derecha).

Anderson cargó con la responsabilidad de varias tareas en Troika. Mientras estuvo haciendo considerables aportes a dos de los tres títulos desarrollados por la empresa (Arcanum: Of Steamworks and Magick Obscura y Vampire: The Masquerade – Bloodlines), también tuvo que asumir varias labores gerenciales relacionadas al funcionamiento de la misma. Estas incluían, crear documentos de diseño para futuros juegos, manejar los diferentes proyectos, contactar con los distribuidores y dirigir a los artistas.
Arcanum fue el primer juego lanzado por Troika Games. El diseño inicial del juego fue concebido por Cain, Anderson y Boyarsky después de dejar Interplay. Mientras pensaban en que próximo juego crear, decidieron que querían intentar hacer un videojuego de rol ambientado en un mundo de fantasía. También tuvieron en consideración el estilo de Fallout, con el cual se distanciarían de otros juegos como Might and Magic. Sin embargo, ellos no querían desarrollar un típico juego de fantasía ambientado en el siglo XIV, muy común en los juegos de rol del momento. En cambio, Arcanum: Of Steamworks and Magick Obscura tendría una historia que se desarrollaría en el siglo XVIII, imaginando que pasaría si la magia coexistiera con la revolución industrial. En efecto, el deseo de mezclar la magia con la tecnología fue una intención desde el principio. Los tres empezaron a esbozar varias ideas de como las diferentes razas de Arcanum se verían afectadas por la tecnología, con Boyarsky añadiendo que, «los orcos serían usados como esclavos por la maquinaria capitalista». Cain recuerda que las ideas aparecían rápidamente, y que estaban felices con el esquema del juego. Cain, Anderson y Boyarsky trabajaron en el diseño inicial de Arcanum por su cuenta durante cinco meses hasta que pudieron conseguir un contrato con la empresa Sierra Entertainment, lo cual les permitió expandir el equipo de desarrollo a doce personas.
Al haber desarrollado Arcanum con un equipo bastante modesto (luego expandido hasta catorce personas), Anderson tuvo que asumir diferentes responsabilidades. Estas incluían trabajar en el arte, diseño, diálogo, guion, música y efectos de sonido del juego. Junto a esto también tuvo que asumir otras tareas de negocios como escribir planes, manejar los presupuestos, redactar propuestas, promocionar el juego a los distribuidores, negociar contratos y crear horarios. La decisión de mantener un equipo reducido fue una que les costo varias noches y fines de semana sin dormir, según Boyarsky. Anderson recuerda que la empresa estuvo casi siempre trabajando duro (hasta más de 40 horas semanales), y que el equipo se sentía bajo presión.
De acuerdo con Boyarsky, el objetivo original de Troika era trabajar exclusivamente para un solo distribuidor, como si fueran un estudio externo de desarrollo de videojuegos. De esta manera, pensaban que mantendrían un flujo constante de contratos. Sierra Entertainment fue su primera elección de distribuidor, lo cual mantuvo al equipo ocupado incluso cuando no estaban seguros si hacer una secuela de Arcanum. Pero cuando Sierra enfrentó problemas financieros, el acuerdo con Troika se terminó.
Habiendo terminado sus negocios con Sierra Entertainment, Troika consiguió un contrato con Atari en 2001 para trabajar en el desarrollo del juego The Temple of Elemental Evil. Cain capitaneó el proyecto, el cual fue lanzado en el año 2003 con reseñas bastante favorables.
Anderson y Boyarsky se enfocarían luego en desarrollar un juego ambientado en el universo de Vampire: The Masquerade. Boyarsky expresó el deseo de construir un juego con una nueva ambientación, y así «desafiarse a si mismos». El proyecto comenzó cuando Boyarksy y Anderson fueron invitados a Seattle para ver la última versión del motor gráfico Source. Finalmente, tuvieron conversaciones con Scott Lynch de Valve acerca de usar el motor gráfico para crear un nuevo y revolucionario videojuego de rol en primera persona. Fue así como a Troika le fue permitido usar el motor siendo la primera empresa en obtenerlo. Activision (la cual recientemente había conseguido una alianza con Valve), les sugirió que desarrollaran un juego usando la ambientación de Vampire: The Masquerade, de la cual tenían la licencia. Troika empezó a investigar acerca de World of Darkness y el sistema de Vampire para luego acordar que sería una buena idea.
Las responsabilidades de Anderson en el desarrollo de Vampire: The Masquerade – Bloodlines incluían trabajar en el diseño del juego, diseño de niveles, efectos de sonido, y diseño e implementación de la interfaz y el arte. Le gustó mucho el mundo del juego comparado con los dos últimos en los que había participado (Fallout y Arcanum) y además estuvo feliz de tener la oportunidad de hacer un juego acerca de vampiros. Sin embargo, no estaba familiarizado con el universo de Vampire: The Masquerade, por lo cual tuvo que realizar algunas investigaciones para entender la ambientación y trasladarlo a una experiencia de videojuego. Anderson se apoyó en las experiencias de algunos colegas y de foros en línea para entender que atraía a los jugadores. Primero, aprendió que el punto principal de Vampire se enfoca en la creación del personaje con estadísticas, objetos y poderes en segundo plano. Algunos elementos en las experiencias de los jugadores cambiaban constantemente las características del mundo y la sociedad vampírica. Segundo, Anderson tuvo que reproducir la experiencia del papel y lápiz para satisfacer a los seguidores existentes y dar una introducción adecuada a los nuevos jugadores. En general, los atributos de personaje de Vampire fueron implementados fácilmente dentro del formato de videojuego, mientras que otros (como el «conocimiento de la ley») tuvieron que se descartados. También, las tiradas de dados y la impredecibilidad fueron removidas ya que no encajarían en un mundo en primera persona. Las disciplinas fueron confusas y por lo tanto difíciles de implementar, así que se hubo que desviarse un poco del juego de mesa original para que pudiesen entrar en el juego. Además, Anderson diseñó el nivel de la casa embrujada, el cual es famoso por tener una atmósfera bastante «inquietante». Boyasrky recuerda que, «varias personas se turnaron para hacer que funcionase, pero no fue hasta que Jason se hizo cargo que el juego realmente empezó a brillar».
El desarrollo de Bloodlines fue desafiante para Troika. Primero, porque comparado con la relativa libertad de la cual gozaron durante el desarrollo de Arcanum, las decisiones de diseño de Vampire: The Masquerade – Bloodlines tuvieron muchos mas chequeos y revisiones, ya que tanto White Wolf como Activision querían validar sus decisiones. Segundo, el deterioro de las relaciones de trabajo con Activision y las constantes fechas de entrega había mermado la moral del equipo de desarrollo. Cain recuerda que un «embargo» fue establecido sobre el juego. De hecho, Troika no le fue permitido trabajar en el proyecto durante varios meses, ya que Activision mantuvo una versión maestra especial hasta la fecha de lanzamiento. Cualquier parche o actualización en la que Troika hubiese trabajado, no fueron introducidas en el juego. Estas incluían importantes mejoras al motor gráfico Source como arreglos a las físicas, modelos y animaciones faciales las cuales Bloodlines no tenía. El embargo daño mucho la moral del equipo, el cual había terminado un juego el cual no podía ser cambiado o inclusive hablar de él. Además, Activision pretendía lanzar el juego los más pronto posible, resultando en muchas características siendo descartadas y forzando al personal de Troika a trabajar horas mas largas. Anderson luego comentó que la gran mayoría del tiempo invertido en el desarrollo de Bloodlines fue de mucho estrés. Mientras que Bloodlines recibió criticas favorables y elogios de los fanáticos de juegos de rol, sus numerosos errores e imperfecciones fueron flagrantes. Anderson reflejó luego que sus distribuidores no estuvieron dispuestos a darle tiempo suficiente a Troika para que pudiese terminar de ajustar el juego, arrebatándole de sus manos un producto sin terminar. Luego, Cain añadió que nunca imaginaron que Activision lanzaría Vampire: The Masquerade – Bloodlines el mismo día que Half-Life 2. Concluyó que si se hubiese pospuesto el día de lanzamiento eso le hubiera dado un poco más de tiempo al equipo para corregir los errores y así evitar una competencia directa con Half-Life 2.
Bloodlines fue finalmente lanzado el 16 de noviembre de 2004 y se ha convertido en un clásico de culto entre los videojuegos de rol, uno el cual sigue siendo actualizado. A pesar de esto, las ventas iniciales fueron débiles, fallando en asegurar una estabilidad financiera para la empresa. Troika continuó presentando ideas para juegos a diferentes distribuidores, siendo el favorito de Anderson uno llamado «Dreadlands» el cual estaría ambientado en una mítica Europa del Este del siglo XIX. También trabajaron en un juego con una ambientación posapocalíptica similar a Fallout, del cual lanzaron un demostración. Sin embargo, Troika enfrentó dificultades para encontrar acuerdos con distribuidores, acumulando una reputación de empresa con buenas ideas pero implementación débil. Como consecuencia, Troika se vio obligada a cerrar en el año 2005. Recordando el destino que tuvo la empresa, Anderson ha dicho que sus juegos fueron considerados de clase B, algo de lo cual los distribuidores se cuidaban mucho. Añadió además que, «Desafortunadamente, aunque nuestros juegos tenían profundidad y visión, nunca fuimos capaces de lanzar un juego que no estuviese bien probado y libre de errores».
Leonard Boyarsky se unió a Obsidian Entertainment el 1 de abril de 2016, y esta trabajando actualmente en un videojuego de rol con Tim Cain. Esto dio esperanzas a los fanáticos de que Anderson pudiese unirse también a la empresa, reuniendo al equipo Troika nuevamente. En una entrevista con RPGCodex en septiembre de 2016, Boyarsky dijo que los tres aun siguen siendo amigos y que se reúnen varias veces al año. El se mantiene positivo de cara a una posible reunión de Troika, aunque tendrían que encontrar algún proyecto en el cual trabajar juntos, dada la experiencia que los tres han acumulado con el pasar de los años.

### Después de Troika (2004 – 2007)
Tras el cierre de Troika, Anderson se tomó unas vacaciones con su esposa y su familia. Habían decidido que necesitaban tomarse un descanso de la industria de los videojuegos para así poder pasar mas tiempo juntos. 2004 había sido un año difícil para ellos, con muchos problemas familiares encima de los que ya tenían con Troika. Anderson, el cual posee habilidades en el área de la construcción, invirtió varios meses reparando su casa, remodelando la cocina, los baños, removiendo el área de sonido y reemplazando el balcón. Después de vender su propiedad, él y su familia se establecieron en Phoenix, Arizona, en donde se dedicaron activamente al negocio de bienes raíces. Su esposa adquirió una licencia de vendedora inmobiliaria y la pareja compró otra casa vieja, la cual Anderson invirtió tres meses reparando. Anderson también educó a sus hijas en casa durante este tiempo.
Mientras ponderaba la opción de si volver a la industria de los videojuegos, Anderson consideró trabajar en los nuevos estudios a los cuales pertenecían sus antiguos colegas Cain y Boyarsky (estos habían conseguido trabajo en Blizzard Entertainment y Carbine Studios, respectivamente). No obstante, Anderson no se llevaba bien con el líder de proyecto en Blizzard, y tampoco se interesó en aplicar para un trabajo en Carbine. Además, recordaba aquellos años invertidos junto a Cain y Boyasky como «casi un matrimonio», lleno de relaciones estresantes con sus distribuidores, fechas de entrega ajustadas y el miedo constante de que el estudio fuese a cerrar en cualquier momento. Cuando la empresa efectivamente cerró, empezaron a verse con menos frecuencia. Sin embargo, Anderson ha dicho que, «me gustaría volver a trabajar con ellos algún día».
El tiempo invertido fuera de la industria también le permitió a Anderson reflexionar acerca de los aspectos que no le gustaban de su carrera como desarrollador de videojuegos. Esto también le permitió volver a disfrutar de los mismos videojuegos, recuperando el entusiasmo que tenía cuando entró por primera vez a la industria.

### Interplay Entertainment (octubre 2007 – febrero 2009)
En noviembre de 2007, se anunció que Interplay Entertainment había reanudado sus actividades de desarrollo y que además habían contratado a Anderson para dirigir su primer proyecto. Anderson trabajó en Project V13 con su antiguo compañero de Fallout, Chris Taylor. A pesar de que nunca se anunció oficialmente, se ha dicho que el proyecto en el cual trabajó iba a ser un videojuego multijugador masivo en línea relacionado con Fallout. Interplay aun poseía los derechos para desarrollar este juego, incluso después de haberle vendido la saga a Bethesda Softworks. Sin embargo, Bethesda luego disputó estos derechos en una corte, lo cual hizo que el proyecto se estancara. Anderson había estado conversando Hervé Caen (sucesor de Brian Fargo tras la adquisición de Interplay en 2001 por parte de Titus Software) acerca del proyecto por casi un año, y sentía que era uno de los pocos proyectos que pudo haberlo hecho volver a la industria de los videojuegos. Como director creativo, Anderson fue el responsable de establecer un equipo y supervisar el progreso del juego. No obstante, aunque le agradó haber trabajado en el proyecto, Anderson luego decidió dejar Interplay para aceptar una oferta en la empresa inXile Entertainment, lo cual le parecía una «oportunidad mas estable».

### inXile Entertainment (marzo 2009 – diciembre 2010)
Anderson fue contratado como director creativo en inXile Entertainment. Su rol fue el de diseñar y elaborar la historia del videojuego Wasteland 2. Después de haber financiado el proyecto de manera exitosa mediante la plataforma Kickstater, Brian Fargo intento generar el interés de los distribuidores y asegurar su respaldo teniendo de su lado a Anderson (diseñador de Fallout), Mike Stackpole (diseñador del primer Wasteland), y alguien que les ayudase a producir ambos juegos siguiendo el éxito de Fallout 3 (2008). Fargo estuvo sorprendido por el poco interés de los distribuidores. Finalmente, Anderson dejó la empresa antes de que Wasteland 2 fuese lanzado por Kickstarter. Sin embargo, el trabajo de Anderson fue mantenido. La campaña de Kickstarter menciona a Anderson como diseñador de la historia del juego.

### Turtle Rock Studios (2011–2019)
En 2011, Anderson se unió a Turtle Rock Studios. Allí lanzaron el videojuego de disparos en primer persona Evolve, en 2015. El rol exacto de Anderson en ese proyecto es desconocido, aunque es acreditado por su diseño de niveles en el foro de la empresa. El ha dicho que no hay posiciones en la empresa, ya que todos son iguales.

### inXile Entertainment (2019–presente)
El 26 de marzo de 2019, Anderson regresó a inXile Entertaiment. Esto fue anunciado por Chad Moore en la plataforma Twitter/X, el cual trabajo con Anderson tanto en Interplay como en Troika. Este regreso le dio la oportunidad de reunirse con sus antiguos colegas de Troika, Tim Cain y Leonard Boyarsky, ya que inXile y Obsidian son ambos propiedad de Microsoft.
El 11 de junio de 2023, en la Xbox Games Showcase fue revelado un nuevo juego en el cual ha estado trabajando junto a Chad More, llamado Clockwork Revolution.

## Trabajos
| Título                                    | Año  | Rol                                          |
| ----------------------------------------- | ---- | -------------------------------------------- |
| USCF Chess                                | 1993 | Artista                                      |
| Stonekeep                                 | 1995 | Artista/Diseñador                            |
| Fallout                                   | 1997 | Artista técnico principal/Diseñador de juego |
| Fallout 2                                 | 1998 | Diseñador de historia                        |
| Arcanum: Of Steamworks and Magick Obscura | 2001 | Creativo principal                           |
| Vampire: The Masquerade – Bloodlines      | 2004 | Director creativo                            |
| Project V13                               | 2007 | Director creativo                            |
| Wasteland 2                               | 2014 | Autor de la historia principal               |
| Evolve                                    | 2015 | Desconocido                                  |
| Clockwork Revolution                      | TBA  | Diseñado principal                           |

## Vida personal
Además de los videojuegos, la música es uno de los pasatiempos de Anderson. Le ha gustado la música desde muy pequeño, y él mismo ha compuesto varias piezas. Disfruta de tocar la guitarra y prefiere canciones pesadas y agresivas como las de Quicksand, Tool o Sepultura, las cuales escuchaba cuando desarrollaba Fallout.